# Tarsocamenta kapiriana
Tarsocamenta kapiriana är en skalbaggsart som beskrevs av Moser 1924. Tarsocamenta kapiriana ingår i släktet Tarsocamenta och familjen Melolonthidae. Inga underarter finns listade i Catalogue of Life.